# Geelkopgaasvlieg
De geelkopgaasvlieg (Pseudomallada flavifrons) is een insect uit de familie van de gaasvliegen (Chrysopidae), die tot de orde netvleugeligen (Neuroptera) behoort. 
Pseudomallada flavifrons is voor het eerst wetenschappelijk beschreven door Brauer in 1851.